# كريستيانتي تودي
كريستيانتي تودي (بالإنجليزية: Christianity Today)‏ (وتعني: المسيحية اليوم)؛ مجلة مسيحية إنجيلية شهريَّة، تأسست في العام 1956 على يد المبشّر المسيحي الإنجيلي بيلي غراهام، ويقع مقرها في كارول ستريم بولاية إلينوي في الولايات المتحدة. وصفتها صحيفة واشنطن بوست بأنها: «مجلة إنجيلية رائدة»، بينما كتبت صحيفة نيويورك تايمز عنها قائلة بأنها: «مجلة إنجيلية رئيسية». يُطبع منها حوالي مائة وثلاثين ألف نسخة، منها 36 ألف نسخة مجانية، بينما يُقدّر عدد قراءها بحوالي 260 ألف شخص.

## روابط خارجية
- كريستيانتي تودي على موقع الموسوعة البريطانية (الإنجليزية)
- كريستيانتي تودي على موقع روتن توميتوز (الإنجليزية)